# Dusona sparsa
Dusona sparsa är en stekelart som beskrevs av Gupta 1977. Dusona sparsa ingår i släktet Dusona och familjen brokparasitsteklar. Inga underarter finns listade i Catalogue of Life.